# Mithraeum d'Angers
Le mithraeum d'Angers est un édifice romain de la ville de Iuliomagus (actuelle Angers), dédié au culte de Mithra.

## Histoire

### Les fouilles de la "Clinique Saint-Louis"
Entre novembre 2009 et septembre 2010, des fouilles préventives ont été menées par l’Inrap sur le site de la Clinique Saint-Louis à Angers, avant la construction de nouvelles résidences. Ces fouilles ont couvert environ les trois quarts d’un îlot urbain antique, délimité par un cardo (axe nord-sud) et un decumanus (axe est-ouest). Cette partie de la ville, intégrée à la trame urbaine de Iuliomagus dès la fin de l’époque augustéenne, abritait initialement des maisons de type domus, dont certaines ont été bâties sous le règne de l’empereur Tibère. Au milieu du IIe siècle après J.-C., le quartier a commencé à décliner entraînant la déconstruction partielle de plusieurs bâtiments, un phénomène similaire à ce qui se passait dans d’autres zones de la ville. Malgré cette période de ralentissement, le site a révélé des traces intéressantes d’occupation et d’évolution.

### Lemithraeum
Dans la partie nord du site fouillé, les archéologues ont découvert des ex-voto sur des fragments de céramique, notamment un vase datant de la fin du IIe siècle, au sein d’un bâtiment. Au début du IIIe siècle, un incendie a ravagé une partie du quartier, y compris cet édifice. Il a ensuite été reconstruit et transformé en mithraeum dans les dernières décennies du IIIe siècle, faisant de celui d’Angers l’un des temples mithriaques les plus anciens en Gaule.

### La fin du culte à Angers
Le culte de Mithra, bien qu’influant et répandu dans l’Empire romain, commence à décliner au cours des IIIe et IVe siècles. Plusieurs raisons expliquent cet affaiblissement : l’essor du christianisme avec ses propres symboles et doctrines, la crise économique de l’Empire au IIIe siècle et les invasions barbares.
À Angers, comme dans d’autres régions, certains temples continuent d’être fréquentés par des communautés plus restreintes durant le IVe siècle. Le mithraeum de la « Clinique Saint-Louis » montre des signes de vitalité jusqu’au début du Ve siècle, moment où des militaires semblent figurer parmi les derniers adeptes. Cependant, un épisode de destruction violente marque la fin du temple : les sculptures et le décor sont brisés, martelés, et des traces d’incendie sont observées.
Ces destructions ne sont pas uniques au mithraeum d’Angers et se retrouvent dans d’autres sites, comme ceux de Koenigshoffen et de Sarrebourg. Si aucune preuve définitive n’existe, il est possible que ces actes soient le fait de groupes chrétiens, en réponse aux lois impériales incitant à la démolition des lieux de culte païens. Cependant, une autre hypothèse est que les fidèles eux-mêmes aient choisi de détruire le temple, anticipant sa fermeture forcée et marquant ainsi la fin d’un culte devenu marginal ou en déclin.

## Description

### Architecture
Le mithraeum d’Angers date de sa phase de reconstruction au milieu du IIIe siècle. Sa structure, typique des temples dédiés à Mithra, est de forme rectangulaire et légèrement encastrée dans le sol. L’édifice, orienté nord-sud, mesure 10,05 m sur 5,88 m et comprend un spelaeum (la pièce principale), prolongé au sud par un vestibule de 3,94 m sur 2,90 m. Ce vestibule comporte un passage menant à un espace extérieur situé à l’ouest. Quelques marches subsistent entre le spelaeum et le vestibule, témoignant de leur connexion.
Le spelaeum est flanqué de deux banquettes : celle à l’est mesure 1,46 m sur 8,55 m, tandis que celle à l’ouest mesure 0,92 m sur 8,86 m. Ces banquettes servaient à accueillir les adeptes, notamment lors des banquets rituels. Une structure en forme de bassin, avec des parois enduites, a été découverte à l’extrémité de la banquette ouest.
À l’extrémité nord, un premier podium de 3,18 m sur 2,39 m est équipé d’un escalier et de dalles réutilisées d’une construction antérieure. Un second podium, de forme parallélogramme, mesure 0,88 m de base et avance de 0,66 m dans le spelaeum. Il accueillait le haut-relief de la tauroctonie, représentant Mithra terrassant le taureau.

### Mobilier
La fouille du mithraeum d’Angers a livré des statues ainsi que de nombreux objets dévolus au culte mithriaque dont certains présentent un caractère inédit permettant d’abonder une documentation déjà très fournie pour l’étude de ce culte. Puisque les textes anciens ne décrivent pas les rituels pratiqués dans les mithraea, l’archéologie reste la principale source permettant de comprendre l’utilisation de la vaisselle et des objets liturgiques dans ces temples. Certaines pièces sont conservées au Centre de conservation et d'étude du Maine-et-Loire (Angers).

#### Tauroctonie et statuaire

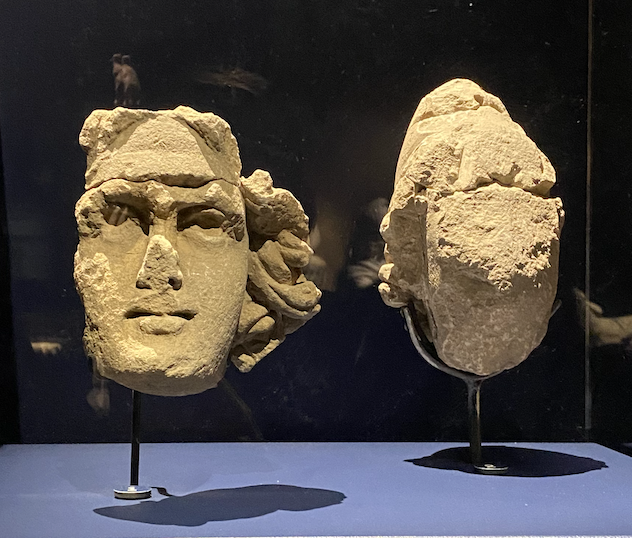
Têtes de Mithra et d'un dadophore découvertes dans le mithraeum d'Angers

Lors des fouilles, de nombreux fragments de calcaire provenant de statues ont été découverts dans les niveaux de démolition. Parmi ces vestiges, la tête du dieu Mithra a été retrouvée en trois morceaux (front, visage et cou) dans une structure interprétée comme un bassin. Cette tête proviendrait du haut-relief de la tauroctonie, représentant Mithra terrassant le taureau, et était initialement installée sur le podium du mur nord. Les détails de la chevelure et des traits du visage indiquent une sculpture de qualité et des traces de peinture confirment que la tauroctonie était colorée.
Au sud du spelaeum, des socles circulaires supportaient les statues des dadophores, Cautès et Cautopatès, porteurs de flamme et compagnons de Mithra. Bien qu’une seule tête de dadophore ait été retrouvée, elle présente des signes de mutilation indiquant une destruction volontaire pour effacer l’identité de la sculpture. Le reste des statues n’a pas été retrouvé.

#### Lampes à têtes de Nubien et lustre

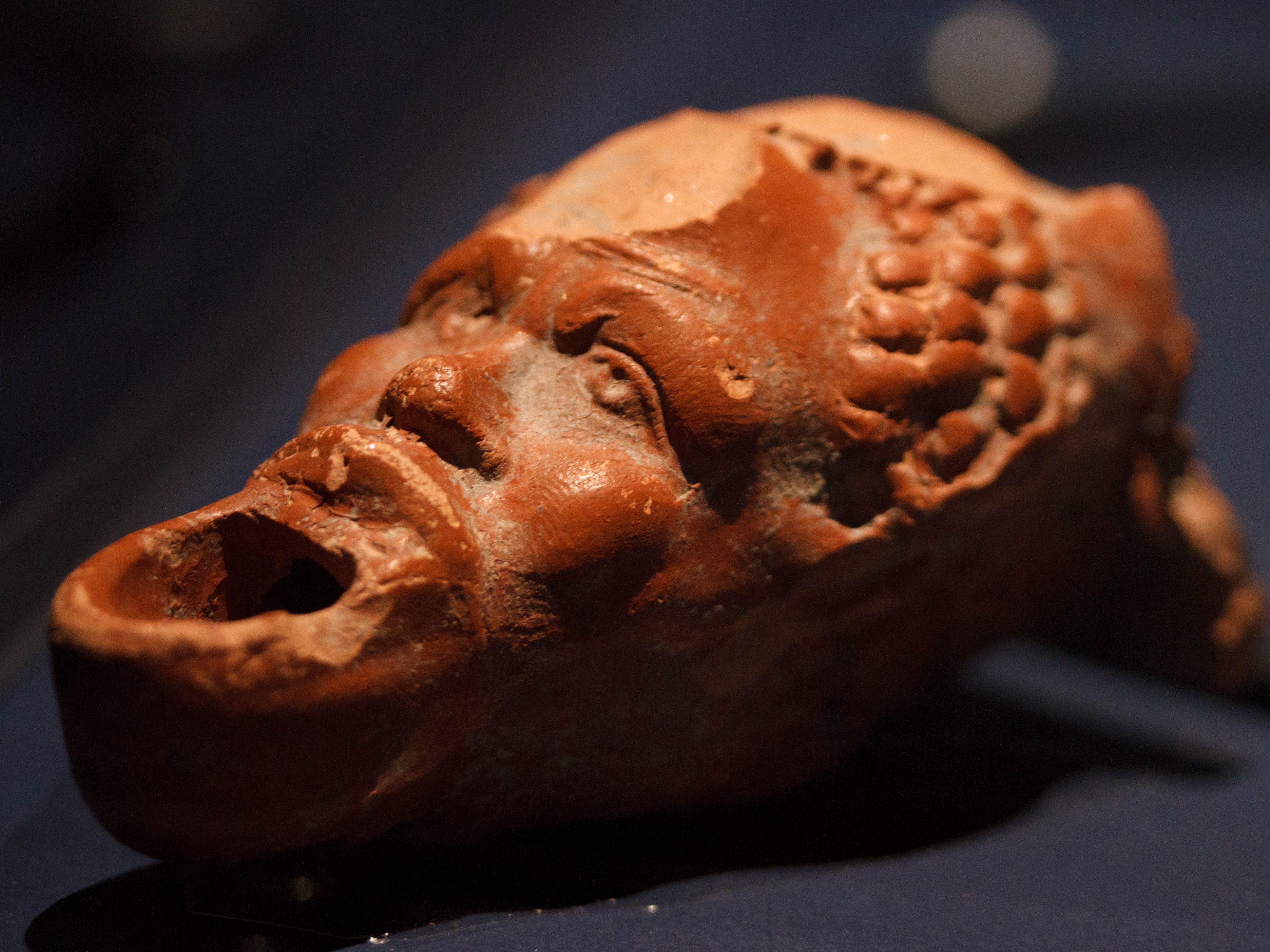
Lampe à tête de Nubien retrouvée au mithreum d'Angers.

Les fouilles ont permis de retrouver de nombreux fragments de lampes ornées de têtes de Nubien dans les niveaux de destruction du mithraeum. Ces fragments ont permis de reconstituer cinq lampes simples ainsi qu’un grand lustre composé de 15 lampes, suspendu au plafond du spelaeum. Ce lustre diffusait une lumière rougeâtre et vacillante, créant une atmosphère mystique pendant les rituels.
Les têtes de Nubien représentées sur ces lampes étaient caractérisées par des traits distinctifs : nez épaté, bouche charnue, pommettes saillantes, arcades sourcilières épaisses, cheveux en tresses et menton marqué. L’utilisation de telles représentations pouvait symboliser la place et le rôle des Africains dans la société romaine, où ils étaient souvent associés à des conditions variées telles que celles d’esclaves, de soldats ou de gladiateurs. Cependant, leur présence dans les cultes à mystères, comme celui d’Isis, pouvait aussi signifier des fonctions importantes, notamment en tant que prêtres, musiciens ou danseurs, soulignant ainsi la diversité de leur contribution aux pratiques religieuses de l’époque.

#### Vase tonnelet à décor d'applique de singe musicien

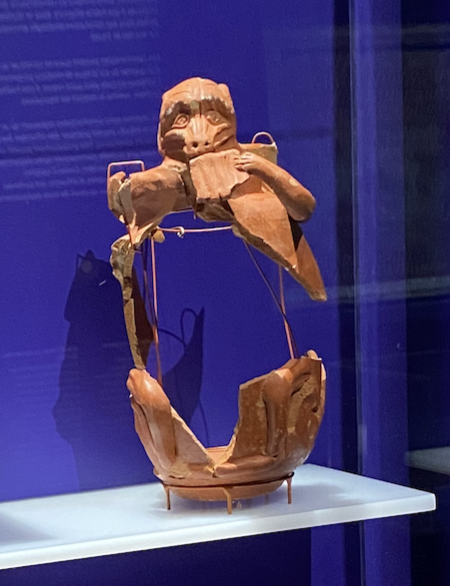
Vase tonnelet à décor d'applique de singe musicien découvert au mithraeum d'Angers.

Lors des fouilles, 24 fragments d’un vase unique ont été retrouvés dans le mithraeum d’Angers. Ce vase, orné d’une applique représentant un singe jouant de la flûte de Pan (syrinx), se caractérise par un col droit et une panse ovoïde. Une déformation du rebord représente la capuche d’un manteau gaulois, le cucullus, qui, abaissée sur les épaules, forme un bec verseur. Des arcades décorent le bas de la panse, suggérant que le singe est assis sur un fauteuil. En raison de son état fragmentaire, l’espèce ou le sexe de l’animal n’a pu être déterminé.
Datant du IIIe siècle, ce vase aurait été produit dans des ateliers gaulois du Centre-Ouest ou d’Autun. Son analyse chimique a révélé la présence « d’une grande quantité de vin blanc et de corps gras d’animal non ruminant », indiquant que ce récipient servait à contenir des boissons alcoolisées. Cet usage s’accorde avec l’importance des banquets rituels dans le culte de Mithra où la vaisselle jouait un rôle central dans les cérémonies.

#### Vase zoomorphe en forme de cervidé

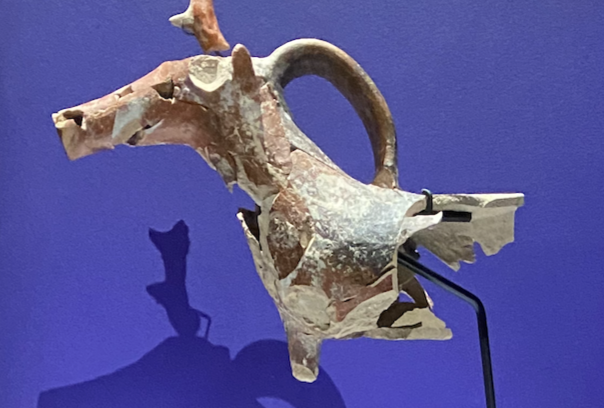
Vase zoomorphe en forme de cervidé découvert dans le mithraeum d'Angers.

Une autre découverte remarquable est un vase zoomorphe en forme de cervidé, bien que celui-ci ait été retrouvé en fragments. Ce type de vase, appelé askos, servait à puiser et à verser des liquides grâce à un orifice situé au-dessus de la tête de l’animal et à un museau allongé et perforé qui faisait office de bec verseur. Une anse permettait une prise en main facile.
Ce vase, décoré d’engobes rouges, blancs et noirs, ajoutait un réalisme saisissant à l’objet et faisait clairement référence à l’animal représenté. L’analyse chimique de son contenu a révélé « principalement des corps gras d’animal non ruminant, ainsi que des traces de raisin et de poix de conifère ». Bien que cela semble peu compatible avec une boisson à consommer, il est possible que ce vase ait été utilisé dans des rituels d’initiation pour marquer le passage d’un néophyte à un initié, comme une sorte de « baptême », bien qu’aucun texte ne vienne confirmer cette hypothèse.

#### Grand couteau
Un grand couteau ou coutelas en fer a été retrouvé lors des fouilles, à l’entrée du mithraeum. Sa lame ogivale et son manche en bois de cerf, orné de motifs incisés et d’ocelles, montrent des signes de brûlure. Bien qu’il soit tentant d’y voir un instrument utilisé pour des sacrifices, le culte de Mithra se caractérisait davantage par des banquets partagés que par des immolations. Ce couteau pourrait donc avoir servi à des usages plus pratiques, comme la préparation des repas.

#### Pointe de lance
Une pointe de lance a également été découverte dans les niveaux de démolition du mithraeum, faisant partie d’un ensemble de militaria. Elle pourrait symboliser le grade de miles (soldat), l’un des sept degrés d’initiation du culte de Mithra. Cette pointe de lance aurait aussi pu être utilisée comme accessoire lors des cérémonies mithriaques, connues pour leur aspect théâtral avec des masques et divers objets de scène.

### Ex-voto dédié à Mithra
Les ex-voto représentent la manifestation tangible de la dévotion des fidèles de l’Antiquité envers leurs divinités. Ces offrandes, faites-en remerciement après l’accomplissement d’un vœu, étaient souvent déposées dans les sanctuaires.
Dans le mithraeum d’Angers, huit ex-voto en céramique et en pierre ont été découverts. Les ex-voto en céramique, courants et relativement peu coûteux, n’en restent pas moins des témoignages significatifs de la foi des dévots. Un exemple remarquable est un gobelet Déchelette 72, dédicacé par un certain Genialis, citoyen de la tribu des Ambiens, portant l’inscription :
« ---]M [---]Deo[ inuic]to Mytrh[ae
]s Genialis ciues Ambian[in]us (ou Ambian[ic]us) exuoto d[edit
frat]ribus, omni loco, [  N]ama ! »
« --- Au dieu invaincu Mytrha, […]s ( ? fils de) Genialis, citoyen ambien, a donné conformément à son vœu, pour ses frères (, ) en tout lieu […]. Gloire ! »
Ce gobelet, produit dans un atelier de Gaule centrale, est exceptionnel car l’inscription a été gravée avant la cuisson, ce qui est rare pour des dédicaces généralement réservées à des matériaux plus durables comme le marbre.

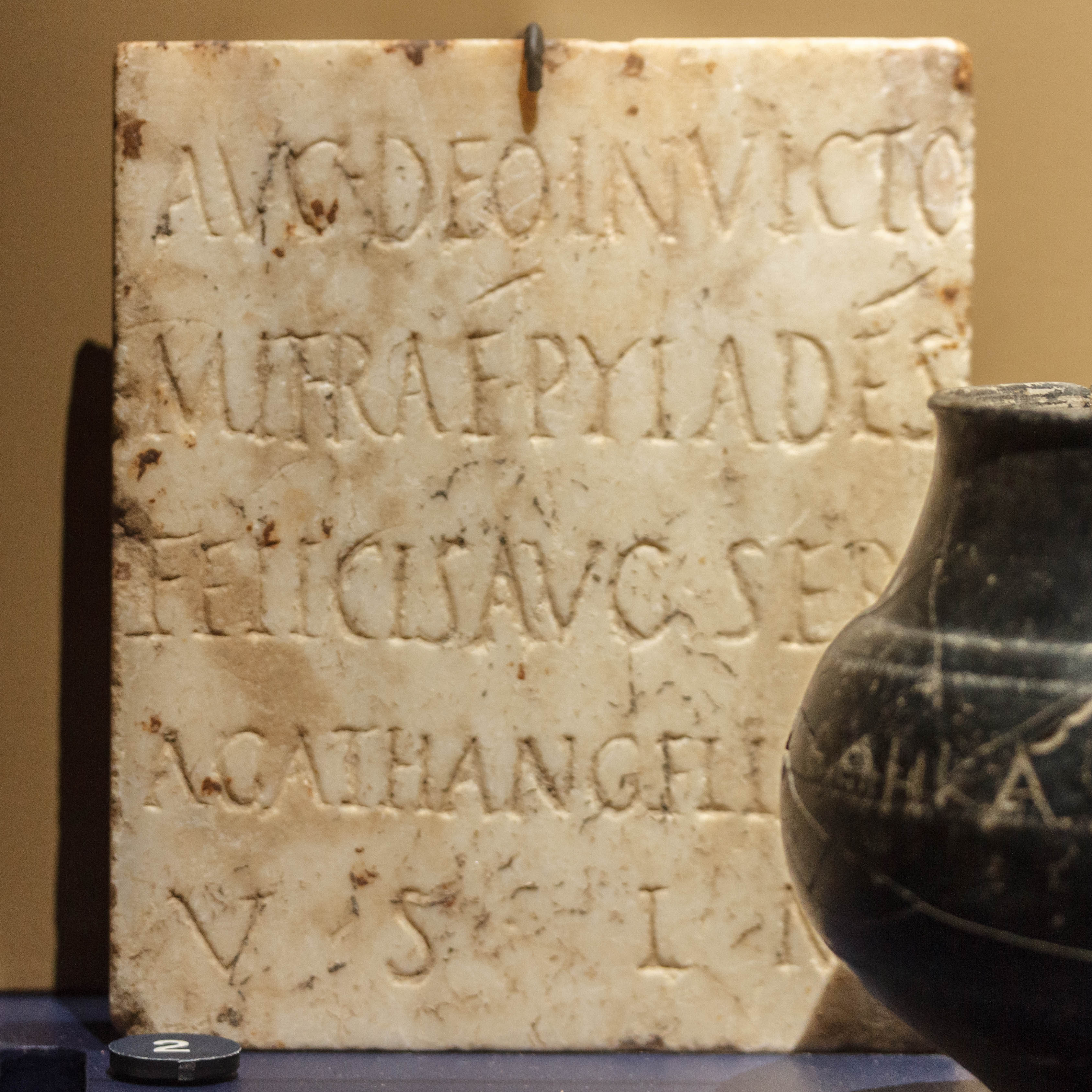
Plaque votive offerte par Pylades

Une autre inscription notable, gravée sur une plaque de marbre, révèle l’identité d’un adepte important :
« Aug(usto). Deo Inuicto
Mithrae Pylades
Felicis Aug(usti) ser(ui)
Agathangeliani (seruus)
u(otum) s(oluit) l(ibens) m(erito). »
« À Auguste. En l’honneur du dieu invaincu Mithra, Pylades, esclave de Felix Agathangelianus, lui-même esclave d’Auguste, s’est acquitté de son vœu de bon gré à juste titre. »
Cette inscription témoigne de la présence de Pylades, probablement l’un des premiers adeptes ou fondateurs de la communauté mithriaque d’Angers, et montre son lien avec l’administration impériale de l’époque. La plaque, en marbre, un matériau coûteux, souligne l’importance de cet acte de dévotion, visible de tous les adeptes du mithraeum.

### Expositions en lien
- "Le Mystère Mithra, plongée au coeur d'un culte romain", Expositions : Musée royal de Mariemont 20 novembre 2021-17 avril 2022 ; Musée Saint Raymond de Toulouse 14 mai-30 octobre 2022 ; Archäologisches Museum Frankfurt 19 novembre 2022-15 avril 2023
- "MITHRA, un culte secret à Nuits", Exposition du Musée de Nuits-Saint-Georges du 2 mai-31 octobre 2024
- "Cultes et sanctuaires à Angers dans l'Antiquité", Exposition du Musée des Beaux-Arts d'Angers du 11 mai-4 novembre 2024